# Stazione di Lilla Fiandre
La stazione di Lilla Fiandre (in francese gare de Lille-Flandres) è la principale stazione ferroviaria a servizio di Lilla e della sua agglomerazione, situata nel dipartimento del Nord, regione Alta Francia. Si distingue dalla vicina stazione di Lilla Europa, situata sulla linea ad alta velocità LGV Nord.
È servita da TGV e dal TER.
La sua apertura all'esercizio avvenne nel 1848.